# Belgium az 1928. évi téli olimpiai játékokon
Belgium a svájci St. Moritzban megrendezett 1928. évi téli olimpiai játékok egyik részt vevő nemzete volt. Az országot az olimpián 3 sportágban 25 sportoló képviselte, akik összesen 1 érmet szereztek.

## Érmesek
| Érem  | Versenyző            | Sportág     | Versenyszám  |
| ----- | -------------------- | ----------- | ------------ |
| Bronz | Robert Van Zeebroeck | Műkorcsolya | Férfi egyéni |

## Bob
| Versenyző                                                                | 1. futam | 1. futam | 2. futam | 2. futam | Összesítés | Összesítés |
| Versenyző                                                                | Idő      | Hely.    | Idő      | Hely.    | Idő        | Helyezés   |
| ------------------------------------------------------------------------ | -------- | -------- | -------- | -------- | ---------- | ---------- |
| Ernest Lambert Walter Ganshof Marcel Sedille-Courbon Max Houben Léon Tom | 1:39,8   | 2.       | 1:44,7   | 12.      | 3:24,5     | 6.         |
| Charles Mulder Hubert Kryn Ferdinand Hubert Louis Rooy Robert Langlois   | 1:45,0   | 17.*     | 1:46,2   | 16.      | 3:31,2     | 16.        |

* - egy másik csapattal azonos eredményt ért el

## Jégkorong
| Belga férfi jégkorongcsapat-játékoskeret                                                                             | Belga férfi jégkorongcsapat-játékoskeret                                                                        |
| --- | --- |
| - André Bautier - Roger Bureau - Hector Chotteau - Albert Collon - François Franck - William Hoorickx - Willy Kreitz | - Jean Meeus - David Meyer - Marco Peltzer - Jacques Van Reyschoot - Pierre Van Reyschoot - Jean Van Der Wouwer |

### Eredmények
Csoportkör
A csoport
| Csapat         | M | Gy | D | V | G+ | G– | Gk | P |
| -------------- | - | -- | - | - | -- | -- | -- | - |
| Nagy-Britannia | 3 | 2  | 0 | 1 | 10 | 6  | +4 | 4 |
| Belgium        | 3 | 2  | 0 | 1 | 6  | 4  | +2 | 4 |
| Franciaország  | 3 | 2  | 0 | 1 | 6  | 5  | +1 | 4 |
| Magyarország   | 3 | 0  | 0 | 3 | 5  | 12 | –7 | 0 |

| 1928. február 11. | Nagy-Britannia (GBR) | 7 – 3 (3–1, 2–0, 2–2) | Belgium | St. Moritz |

|  |  |  |  |  |
|  |  |  |  |  |
|  |  |  |  |  |
|  |  |  |  |  |

| 1928. február 12. | Belgium (BEL) | 3 – 2 (0–1, 3–1, 0–0) | Magyarország | St. Moritz |

|  |  |  |  |  |
|  |  |  |  |  |
|  |  |  |  |  |
|  |  |  |  |  |

| 1928. február 13. | Belgium (BEL) | 3 – 1 (2–0, 0–0, 1–1) | Franciaország | St. Moritz |

|  |  |  |  |  |
|  |  |  |  |  |
|  |  |  |  |  |
|  |  |  |  |  |

| Csapat  | Helyezés |
| ------- | -------- |
| Belgium | 5.       |

## Műkorcsolya
| Versenyző                              | Versenyszám  | Kötelező elemek   | Kötelező elemek | Kűr               | Kűr   | Összesítés                     | Összesítés                     | Összesítés                     | Összesítés                     | Összesítés                     | Összesítés                     | Összesítés                     | Összesítés                     | Összesítés                     | Összesítés        | Összesítés  | Összesítés | Összesítés |
| Versenyző                              | Versenyszám  | Kötelező elemek   | Kötelező elemek | Kűr               | Kűr   | Helyezési pontszámok bírónként | Helyezési pontszámok bírónként | Helyezési pontszámok bírónként | Helyezési pontszámok bírónként | Helyezési pontszámok bírónként | Helyezési pontszámok bírónként | Helyezési pontszámok bírónként | Helyezési pontszámok bírónként | Helyezési pontszámok bírónként | Több. hely. száma | Hely. össz. | Pont       | Helyezés   |
| Versenyző                              | Versenyszám  | Több. hely. száma | Hely.           | Több. hely. száma | Hely. | 1                              | 2                              | 3                              | 4                              | 5                              | 6                              | 7                              | 8                              | 9                              | Több. hely. száma | Hely. össz. | Pont       | Helyezés   |
| -------------------------------------- | ------------ | ----------------- | --------------- | ----------------- | ----- | ------------------------------ | ------------------------------ | ------------------------------ | ------------------------------ | ------------------------------ | ------------------------------ | ------------------------------ | ------------------------------ | ------------------------------ | ----------------- | ----------- | ---------- | ---------- |
| Robert van Zeebroeck                   | Férfi egyéni | 4×4+              | 3.              | 4×4+              | 3.    | 3,0                            | 4,0                            | 1,0                            | 7,0                            | 3,0                            | 4,0                            | 5,0                            |                                |                                | 5×4+              | 27,0        | 2578,75    |            |
| Josy Van Leberghe Robert Van Zeebroeck | Páros        |                   |                 |                   |       | 6,0                            | 7,0                            | 4,0                            | 4,0                            | 6,0                            | 7,0                            | 7,0                            | 5,0                            | 8,0                            | 5×6+              | 54,0        | 83,00      | 6.         |